# Osnyky
Osnyky (ukr. Осники, hist. pol. Ośniki) – wieś na Ukrainie, w obwodzie żytomierskim, w rejonie żytomierskim, w hromadzie Wysokie. W 2019 liczyła 366 mieszkańców.